# Paolo Eleuteri Serpieri
Paolo Eleuteri Serpieri   (Venècia, 29 de febrer de 1944) és un dibuixant de còmics italià. El seu estil es caracteritza per la seva peculiar estilització de la figura humana, amb exagerades i voluminoses corbes, especialment pel que fa a la dona. La seva obra més coneguda és la sèrie eròtica de ciència-ficció Druuna.

## Biografia
De jove es va mudar a Roma, on va estudiar arquitectura i pintura, sent alumne de Renato Guttuso. El 1966 va iniciar la seva carrera de pintor però el 1975 es va concentrar en el còmic, publicant les seves primeres històries a Lanciostory, una revista italiana. Gran admirador de les històries del Far West, va il·lustrar la sèrie de gènere western "Histoire du Far West" editada per Larousse a França. La sèrie, amb guió de Raffaele Ambrosio, fou publicada a les revistes Lanciostory i Skorpio. Alguns dels títols foren L'Indiana Bianca i L'Uomo di Medicina. A principis del 1980 Serpieri va participar en col·leccions com Découvrir la Bible i va crear històries curtes per revistes italianes com L'Eternauta, Il Fumetto i Orient Express.
El 2016 Serpieri fou invitat a la  34a edició del Saló del Còmic de Barcelona, en el qual fou premiat amb un guardó honorífic, juntament amb Lele Vianello.

## Druuna
El 1985 Serpieri va publicar el còmic Morbus Gravis, la primera entrega de la saga Druuna. La popular sèrie de ciència-ficció té a Druuna com a protagonista, una eròtica i lasciva superheroïna de trets físics exuberants i corbes desproporcionades que sol vestir poca roba. El mateix Serpieri apareix a la sèrie, amb el seu alter-ego Doc. La sèrie ha sigut traduïda a 12 llengües i ha venut és d'un milió d'exemplars.
L'èxit de Druuna va portar Serpieri a editar diverses sèries derivades, com Obsession, Druuna X, Druuna X 2, Croquis, Serpieri Sketchbook, Serpieri Sketchbook 2 i The Sweet Smell of Woman.

## Premis
- 1955: Premi Harvey a la millor edició americana d'un estranger, per l'àlbum Carnivora (Druuna).

- 2016: Premi honorífic del  Saló Internacional del Còmic de Barcelona.[3]